# Flemming Nordkrog
Flemming Nordkrog (født 2. maj 1972) er en dansk komponist.

## Filmografi
- Vildheks (2018) - Komponist
- Dan Dream (2017) - Komponist
- Swinger (2016) - Komponist
- Klassekabalen (2015) - Komponist
- Klassekabalen (2015) - Komponist
- Klumpfisken (2014) - Komponist
- All Inclusive (2014) - Komponist
- Tidsrejsen (2014) - Komponist
- I lossens time (2013) - Musik
- Player (2013) - Komponist
- Lærkevej: Til døden os skiller (2012) - Komponist
- Ghettodrengen (2012) - Musik
- En detektiv i provinsen 1:3 (2012) - Komponist
- En detektiv i provinsen 2:3 (2012) - Komponist
- En detektiv i provinsen 3:3 (2012	Komponist
- Sandheden om mænd (2010) - Komponist (suppl. musik)
- Christas mareridt (2010) - Musik
- Udflugt (2010) - Musik
- Her bor Jensen (2010) - Musik
- Musen (2009) - Musik
- Velsignelsen (2009) - Komponist
- Sorte kugler (2009) - Komponist
- Lærkevej (2009) - Musik
- Mig og Naser - Hvor svært kan det være (2008) - Musik
- Mod målet - VM for hjemløse (2007) - Musik
- Kunsten at være Mlabri (2007) - Musik
- Den hemmelige krig (2006) - Musik
- Zezils verden (2005) - Musik
- Den rette ånd (2005) - Musik
- Bare Holger (2005) - Musik
- Løvinden (2004) - Musik
- Tæl til 100 (2004) - Musik
- Dem derovre og de andre (2004) - Musik
- Kongekabale (2004) - Musik
- Der er en yndig mand (2003) - Komponist
- Mellem os (2003) - Musik
- The wild east - portræt af en storbynomade (2002) - Musik
- Arif Hossein - ETV, Dhaka (2002) - Musik
- Stoffers øjeblik (2002) - Musik
- Billy Boy 900 - Vampyrkysset (2002) - Musik
- Debutanten (2002) - Komponist
- Trækfugle (2001) - Musik
- Meningen med Flemming (2001) - Musik
- Den gang jeg slog tiden ihjel (2001) - Musik
- D-Dag (2001) - Musik
- Når lysterne tændes (2001) - Komponist
- Søndag i parken (2000) - Musik
- Frøken Sofie (2000) - Musik
- Gensyn med Østgrønland... Kirsten Bang (1999) - Musik
- Øjesten (1999) - Musik
- Den jyske forbindelse (1999) - Musik
- Der var så mange glæder (1999) - Musik
- En god dag at gø (1998) - Komponist
- Latino (1997) - Musik
- Den usynlige stemme (1997) - Musik

## Eksterne Henvisninger
- Flemming Nordkrog på Internet Movie Database (engelsk)
- Flemming Nordkrog på Filmdatabasen
- Flemming Nordkrog på danskefilm.dk
- Flemming Nordkrog på Scope
- Flemming Nordkrog på Svensk Filmdatabas (svensk)
- Flemming Nordkrog på AlloCiné (fransk)
- Flemming Nordkrog på AllMovie (engelsk)
- Flemming Nordkrog på The Movie Database (engelsk)